# Hippopotamyrus paugyi
Hippopotamyrus paugyi is een  straalvinnige vissensoort uit de familie van tapirvissen (Mormyridae). De wetenschappelijke naam van de soort is voor het eerst geldig gepubliceerd in 1985 door Lévêque & Bigorne.
De soort staat op de Rode Lijst van de IUCN als niet bedreigd, beoordelingsjaar 2006.